# بالانی-سور-تیران
بالانی-سور-تیران (به فرانسوی: Balagny-sur-Thérain) یک کمون (فرانسه) در فرانسه است که در canton of Neuilly-en-Thelle واقع شده‌است. بالانی-سور-تیران ۶٫۸ کیلومتر مربع مساحت دارد ۳۹ متر بالاتر از سطح دریا واقع شده‌است.